# Tom Alter
Thomas Beach Alter (Mussoorie, 22 de junio de 1950 - Bombay, 29 de septiembre de 2017) fue un actor indio de ascendencia estadounidense. Fue mejor conocido por su trabajo en el cine y teatro indio. En 2008, el Gobierno de la India le otorgó el Premio Padma Shri.

## Primeros años
Nacido en Mussoorie en la actual Uttarakhand, Alter era hijo de misioneros presbiterianos estadounidenses de ascendencia inglesa, escocesa y suiza alemana. Vivió durante años en Mumbai y en la estación de Landour. Sus abuelos emigraron a Chennai, India desde Ohio, Estados Unidos, en noviembre de 1916. Desde allí, se trasladaron y se establecieron en Lahore, en el actual Pakistán. Su padre nació en Sialkot. Después de la Partición de la India, la familia de Alter también se dividió en dos; sus abuelos optaron por quedarse en Pakistán mientras sus padres se mudaron a la India. Después de vivir en Allahabad, Jabalpur y Saharanpur, en 1954 finalmente se establecieron en Rajpur, Uttarakhand, entonces una pequeña ciudad ubicada entre Dehradun y Mussoorie; Rajpur ahora se considera un suburbio de Dehradun. Los hermanos de Alter son la hermana mayor Martha Chen, que enseña en  la Universidad de Harvard y su hermano John, un poeta. El autor Stephen Alter es su primo hermano.
Cuando era niño, Alter estudió hindi entre otras materias en Mussoorie. En consecuencia, llegó a ser referido ocasionalmente como el "sahib de ojos azules con un hindi impecable". Fue educado en la escuela Woodstock de Mussoorie. A los 18 años, Alter se fue a los Estados Unidos para cursar estudios superiores y estudió en la Universidad de Yale durante un año antes de regresar a la India al perder el interés en los estudios. Al año siguiente, obtuvo trabajo como maestro en la escuela St. Thomas, Jagadhri, en Haryana. Trabajó allí durante seis meses, al mismo tiempo que entrenaba a sus estudiantes en Críquet. Durante los siguientes dos años y medio, Alter trabajó en varios trabajos, enseñó durante un tiempo en Woodstock School, Mussoorie, y trabajó en un hospital en los Estados Unidos. Tiempo después regresó a la India antes de continuar trabajando en Jagadhri. En Jagadhri, comenzó a ver películas en hindi. Fue durante este tiempo que vio la película hindi Aradhana, que resultó ser un punto de inflexión en su vida y derivó hacia una carrera en la actuación, inspirada en el actor principal Rajesh Khanna. Se dirigió al Instituto de Cine y Televisión de la India (FTII) en Pune, donde estudió actuación de 1972 a 1974 con Roshan Taneja. En una entrevista de 2017, recordó: "Vine a Mumbai para convertirme en Rajesh Khanna; no vine a actuar en el escenario".

## Carrera profesional

### Cine
Después de graduarse de FTII, Alter se dirigió directamente a Bombay y pronto consiguió su primera oportunidad en la película protagonizada por Dev Anand, Saheb Bahadur (1977), dirigida por Chetan Anand. Sin embargo, su primer lanzamiento fue Charas de Ramanand Sagar. A esto le siguieron papeles en Des Pardes, Ram Bharose, Hum Kisise Kum Nahin y Parvarish. Apodó al actor Jeevan por la persona inocente de los papeles gemelos interpretados por Jeevan en la película Amar Akbar Anthony.
Alter hablaba hindi y urdu con fluidez y estaba bien informado sobre la cultura india. También sabía leer urdu y le gustaba Shayari. Trabajó para notables cineastas como Satyajit Ray en Shatranj Ke Khilari y es recordado por su papel de oficial británico en Kranti. Tuvo la oportunidad de actuar con su ídolo Rajesh Khanna en la película Naukri, dirigida por Hrishikesh Mukherjee en 1978 y más tarde en Kudrat de Chetan Anand. En Sardar, la biografía cinematográfica de 1993 del líder indio Sardar Patel, que se centró en los acontecimientos que rodearon la partición y la independencia de la India, Alter interpretó a Luis Mountbatten de Birmania. También actuó en la película de Hollywood One Night with the King con Peter O'Toole.
En 1996 apareció en la película en asamés Adajya, y en 2007 actuó en City of Djinns de William Dalrymple junto a Zohra Sehgal y Manish Joshi Bismil. También apareció en la obra de teatro en solitario Maulana y la película Ocean of An Old Man.
Alter interpretó el papel de un médico en Bheja Fry, una película de comedia protagonizada por Rajat Kapoor.
En abril de 2011 actuó en un cortometraje Yours, Maria dirigido por Chirag Vadgama, interpretando el papel principal de Matthew Chacha en la película.
Alter prestó su voz para la autobiografía en audio autorizada de Verghese Kurien, titulada The Man Who Made The Elephant Dance, que se lanzó en 2012.
Algunos de sus papeles cinematográficos más famosos han sido como Musa en el aclamado drama criminal Parinda de Vidhu Vinod Chopra, el exitoso romance de Mahesh Bhatt, Aashiqui, y Sardar de Ketan Mehta, en el que Alter ensayó el papel de Lord Mountbatten.
Su última película fue Hamari Paltan (2018).

### Televisión
Alter apareció en muchas series de televisión indias, incluida Samvidhaan, todas las cuales fueron elogiadas por la audiencia por su actuación. En Zabaan Sambhalke interpretó el papel de un escritor británico, Charles Spencers, que vive en la India y quiere aprender el idioma hindi. Actuó en la serie de televisión Khamosh Sa Afsana (como Husain Baba), transmitida por Doordarshan en 2014-15. En noviembre de 2014, interpretó a Sahir Ludhianvi en una producción teatral basada en la vida y obra del famoso poeta urdu y letrista cinematográfico. También interpretó a un maestro de escuela en Yahan Ke Hum Sikandar. Alter ha trabajado como el gurú de la túnica roja en la producción televisiva de Mukesh Khanna, Shaktimaan (1998-2002). Interpretó personajes indios en series de televisión indias, como la de larga duración Junoon, en la que era el sádico señor de la mafia Keshav Kalsi.

### Teatro
Alter también fue actor de teatro. En 1977, él, Naseeruddin Shah y Benjamin Gilani formaron un grupo de teatro llamado Motley Productions. Su primera obra fue la obra de Samuel Beckett Esperando a Godot, que se representó en el Prithvi Theatre de Bombay, el 29 de julio de 1979. Luego apareció en muchas otras obras de teatro, incluida una adaptación de My Grandad Had an Elephant de Vaikom Muhammad Basheer, que se presentó el 7 de junio de 2011. También ha trabajado con el grupo de teatro de Nueva Delhi Pierrot's Troupe.
A principios de la década de 2000, interpretó al activista por la independencia de la India Maulana Azad en una obra de teatro de un solo hombre en urdu.
En Ghalib en Delhi, interpretó el papel del poeta urdu Mirza Ghalib.
Fue el actor principal en "Once Upon A Time", una colección de cinco cuentos presentados como viñetas, dirigida por Sujata Soni Bali y coprotagonizada por el destacado actor de teatro y personalidad televisiva Sunit Tandon. La producción se realizó por última vez en Mumbai el 17 de junio de 2017.

### Escritura y periodismo
Alter ha escrito libros como The Longest Race, Rerun at Rialto y The Best in the World. También fue periodista deportivo con especial interés en el cricket, un juego sobre el que ha escrito extensamente en publicaciones como Sportsweek, Cricket Talk, The Observer, Firstpost, Citizen y Debonair. Jugó al cricket para un equipo de la industria cinematográfica MCC (Match Cut Club), que incluye a Naseeruddin Shah, Satish Shah, Vishal Bhardwaj, Aamir Khan, Nana Patekar, Bhupinder Singh y Amarinder Sangha. También escribió sobre cricket en publicaciones indias. En 1996, fue invitado por su amigo Siraj Syed a Singapur, para hacer comentarios de cricket en hindi, para los espectadores indios, en el canal de televisión de deportes, ESPN. Además de actuar, Alter también se aventuró en una dirección: dirigió un episodio de una sola vez para la serie de corta duración Yule Love Stories a mediados de la década de 1990, y fue periodista deportivo a fines de la década de 1980 y principios de la de 1990. Ha escrito tres libros, uno de no ficción y dos de ficción. Antes de su repentina muerte, Alter acababa de anunciar su primer largometraje como director titulado Rerun at Rialto, que estaba basado en el libro escrito por él.

## Vida personal
Alter se casó con Carol Evans, una compañera de estudios de Woodstock School, en 1977. El matrimonio produjo dos hijos: el hijo Jamie y la hija Afshaan. Jamie ha trabajado como escritor de cricket para ESPNcricinfo y CricBuzz, y también fue el editor de deportes de The Times of India. Como un entusiasta del cricket, Tom escribió columnas para periódicos y revistas durante más de diez años. También trabajó como periodista durante ese tiempo y fue el primero en entrevistar en video al jugador de críquet indio Sachin Tendulkar en 1988.
En septiembre de 2017, a Alter se le diagnosticó cáncer de piel estadio IV (carcinoma de células escamosas). Su pulgar había sido amputado un año antes debido a la afección. Murió el 29 de septiembre en su residencia de Bombay. Un comunicado emitido en nombre de su familia decía: “Con tristeza anunciamos la muerte de nuestro amado Tom Alter, actor, escritor, director, Padma Shri, y nuestro querido esposo y padre. Tom falleció el viernes por la noche en casa con su familia y familiares cercanos presentes. Pedimos que se respete su privacidad en este momento".

## Filmografía

### Cine
| Año  | Título                                              | Rol                                  | Notas                   |
| ---- | --------------------------------------------------- | ------------------------------------ | ----------------------- |
| 1975 | Mrig Trishna                                        | Colonel Lawrence                     |                         |
| 1976 | Charas                                              | Director de Aduanas                  |                         |
| 1976 | Laila Majnu                                         |                                      |                         |
| 1977 | Los jugadores de ajedrez                            | Capt. Weston                         |                         |
| 1977 | Hum Kisise Kum Naheen                               | Jack                                 |                         |
| 1977 | Parvarish                                           | Mr. Jackson                          |                         |
| 1977 | Saheb Bahadur                                       |                                      |                         |
| 1977 | Ram Bharose                                         | Tom                                  |                         |
| 1977 | Kanneshwara Rama                                    | Superintendente británico de policía | en canarés              |
| 1977 | Chani                                               |                                      | en maratí               |
| 1978 | Atyachaar                                           |                                      |                         |
| 1978 | Naukri                                              | Mr. Anderson                         |                         |
| 1978 | Des Pardes                                          | Inspector Martin                     |                         |
| 1978 | Kaala Aadmi                                         |                                      |                         |
| 1979 | Chamelee Memsaab                                    |                                      |                         |
| 1979 | Junoon                                              | Sacerdote                            |                         |
| 1979 | Hum Tere Aashiq Hain                                | Comisionado de la policía británica  |                         |
| 1979 | Salaam Memsaab                                      | John                                 |                         |
| 1980 | Bharat Ki Santan                                    |                                      |                         |
| 1980 | Constans                                            |                                      |                         |
| 1981 | Kranti                                              | oficial británico                    |                         |
| 1981 | Kudrat                                              | Alcalde Thomas Walters               |                         |
| 1982 | Meri Kahani                                         |                                      |                         |
| 1982 | Brij Bhoomi                                         | Invitado                             | en lenguaje braj        |
| 1982 | Gandhi                                              | Doctor del palacio Khan              | en inglés               |
| 1982 | Vidhaata                                            | David                                |                         |
| 1982 | Swami Dada                                          | Bob Simpson                          |                         |
| 1982 | Jaanwar                                             |                                      |                         |
| 1983 | The Last Tiger                                      |                                      |                         |
| 1983 | Nastik                                              | Mr. John                             |                         |
| 1983 | Arpan                                               | Tom                                  |                         |
| 1983 | Jaani Dost                                          | Cobra's Goon                         |                         |
| 1983 | Romance                                             | Sacerdote                            |                         |
| 1983 | Gulami Ki Zaanjeerein                               |                                      |                         |
| 1984 | Sharara                                             |                                      |                         |
| 1984 | Bad Aur Badnam                                      | Presidente de ringania               |                         |
| 1985 | Ram Teri Ganga Maili                                | Karam Singh (Hermano de Ganga)       |                         |
| 1985 | Bond 303                                            | Tom                                  |                         |
| 1986 | Manav Hatya                                         |                                      |                         |
| 1986 | Shart                                               | Alter                                |                         |
| 1986 | Amma                                                | oficial británico                    |                         |
| 1986 | Sultanat                                            | Shah                                 |                         |
| 1986 | Karma                                               | Rexson                               |                         |
| 1986 | Chambal Ka Badshah                                  |                                      |                         |
| 1986 | Avinash                                             | Tom                                  |                         |
| 1986 | Palay Khan                                          |                                      |                         |
| 1986 | Car Thief                                           | John                                 |                         |
| 1986 | On Wings of Fire                                    | Sacerdote                            | en inglés               |
| 1987 | Mr. X                                               |                                      |                         |
| 1987 | Jalwa                                               | Voice of wrestler                    |                         |
| 1987 | Woh Din Aayega                                      | Somnath                              |                         |
| 1988 | Etwa                                                |                                      |                         |
| 1988 | Commando                                            | Hatcher                              |                         |
| 1988 | Rukhsat                                             | Capitán de Policía de Nueva York     |                         |
| 1988 | Khoon Bhari Maang                                   | Plastic Surgeon                      | Cameo                   |
| 1988 | Pasión del corazón                                  | DFO                                  |                         |
| 1988 | Sone Pe Suhaaga                                     | Dr. Rex                              |                         |
| 1988 | Ore Thooval Pakshikal                               |                                      |                         |
| 1989 | Shagun                                              |                                      |                         |
| 1989 | Vardi                                               | Tom                                  |                         |
| 1989 | Salim Langde Pe Mat Ro                              | Johan - (Jani Hippi)                 |                         |
| 1989 | Daata                                               | Pat                                  |                         |
| 1989 | Tridev                                              | Dunhill                              |                         |
| 1989 | Bye Bye Blues                                       | Gilbert Wilson                       |                         |
| 1989 | Parinda                                             | Musa                                 |                         |
| 1989 | Swarn Trisha                                        |                                      |                         |
| 1990 | Aashiqui                                            | Arnie Campbell                       |                         |
| 1990 | Doodh Ka Karz                                       | Frank                                |                         |
| 1990 | Zimmedaaar                                          | Mercus                               |                         |
| 1990 | Atishbaz                                            |                                      |                         |
| 1991 | Farishtay                                           |                                      |                         |
| 1991 | Deshwasi                                            |                                      |                         |
| 1991 | Pahari Kanya                                        | Doctor                               | en asamés               |
| 1991 | Jab Pyar Kiya to Darna Kya                          |                                      |                         |
| 1992 | Suryavanshi                                         | Tom                                  |                         |
| 1992 | Tahalka                                             | Capitán del ejército de Dong         |                         |
| 1992 | Angaar                                              | Fiscal                               |                         |
| 1992 | Junoon                                              | Harry                                |                         |
| 1993 | Kala Coat                                           | Alexander                            |                         |
| 1993 | Gumrah                                              | Inspector Phillip                    |                         |
| 1994 | Sardar                                              | Luis Mountbatten                     |                         |
| 1994 | Insaniyat                                           | investigador británico               |                         |
| 1994 | Gajamukta                                           |                                      |                         |
| 1994 | Ekka Raja Rani                                      | Mr. Rai                              |                         |
| 1995 | Jai Vikraanta                                       |                                      |                         |
| 1995 | Oh Darling! Yeh Hai India!                          | Bidder                               |                         |
| 1995 | Milán                                               | Father Demello                       |                         |
| 1996 | Kala Pani                                           |                                      |                         |
| 1996 | Adajya                                              | Mark Sahib                           | en asamés               |
| 1997 | Adajya                                              | Mark Sahib                           |                         |
| 1997 | Divine Lovers                                       | Dr. Taubman                          |                         |
| 1998 | Hanuman                                             | Tom's Father                         |                         |
| 1999 | Kabhi Paas Kabhi Fail                               |                                      |                         |
| 2000 | Driving Miss Palmen                                 | Georg Baselitz                       |                         |
| 2000 | Shaheed Uddham Singh: Alais Ram Mohammad Singh Azad | Brig. Gen. Edward Harry Dwyer        |                         |
| 2000 | Champion                                            | Doctor                               |                         |
| 2001 | Veer Savarkar                                       |                                      |                         |
| 2001 | On Wings of Fire                                    |                                      |                         |
| 2002 | What Happened Then... !!!                           | Allen McGirvan                       |                         |
| 2002 | Dil Vil Pyar Vyar                                   | aparición especial                   |                         |
| 2002 | Bharat Bhagya Vidhata                               | Mohammed Jalaudin Ghaznavi           |                         |
| 2003 | Love at Times Square                                | Mr. Gery                             |                         |
| 2003 | Dhund: The Fog                                      | Tom                                  |                         |
| 2003 | A.O.D.                                              | Sanjeev Sarkar                       |                         |
| 2003 | Hawayein                                            | Stephen                              |                         |
| 2003 | Yeh Hai Chakkad Bakkad Bumbe Bo                     |                                      |                         |
| 2004 | Aetbaar                                             | Dr. Freddie                          |                         |
| 2004 | Asambhav                                            | Brian                                |                         |
| 2004 | Veer-Zaara                                          | Doctor Yusuf                         |                         |
| 2004 | Silence Please... The Dressing Room                 | Cricket coach Ivan Rodrigues         | en inglés               |
| 2004 | Mitter Pyare Nu Haal Mureedan Da Kehna              | Ghosht Khan                          |                         |
| 2004 | Ghar Grihasti                                       | Traficante de drogas                 |                         |
| 2004 | Loknayak                                            | Abul Kalam Azad                      |                         |
| 2005 | Mission Vande Mataram                               |                                      |                         |
| 2005 | Subash Chandra Bose                                 | Gobernador Jackson                   |                         |
| 2005 | Viruddh... Family Comes First                       | Anderson (consular británico)        |                         |
| 2005 | The Rising: Ballad of Mangal Pandey                 | Watson                               |                         |
| 2005 | The Hangman                                         | Father Mathew                        |                         |
| 2006 | Hot Money                                           |                                      |                         |
| 2006 | Alag: He Is Different.... He Is Alone....           | Dr. Richard Dyer                     |                         |
| 2006 | One Night with the King                             | King Saul (prólogo)                  | en inglés               |
| 2007 | Foto                                                |                                      |                         |
| 2007 | I M IN LOVE                                         | Padre de la iglesia                  |                         |
| 2007 | Bheja Fry                                           | Dr. Shepherd                         |                         |
| 2007 | Kailashey Kelenkari                                 | Sol Silverstein                      | en Bengali              |
| 2008 | Ocean of an Old Man                                 | Thomas - Teacher                     | en inglés               |
| 2008 | Colours of Passion Rang Rasiya                      | Justice Richards                     |                         |
| 2009 | Avatar                                              | Adeitional Na'vi people              |                         |
| 2010 | Muigwithania                                        | Alcalde David                        | en inglés               |
| 2010 | Jaanleva                                            | Mr. Malhotra                         |                         |
| 2011 | With Love, Delhi!                                   | Ajay                                 |                         |
| 2011 | Yours Maria                                         | Matthew Chacha                       | Corto                   |
| 2011 | Cycle Kick                                          | Entrenador                           | en inglés               |
| 2011 | Son of Flower                                       | Major James Edwards                  | en inglés               |
| 2011 | With Love, Delhi!                                   | Historiador                          | en inglés               |
| 2012 | Jhansi Ki Rani Laxmibai                             |                                      |                         |
| 2012 | Life Ki Toh Lag Gayi                                | Chicha                               |                         |
| 2012 | Kevi Rite Jaish                                     | Tio Sam / Derek Thomas               | en guyaratí             |
| 2012 | Son of Flower                                       | Major James Edwards                  |                         |
| 2012 | Jaanleva Black Blood                                |                                      |                         |
| 2013 | Divana-e-Ishq                                       |                                      |                         |
| 2013 | The Corner Table                                    | George Miller                        | en inglés               |
| 2014 | Daptar - The School Bag                             |                                      | en maratí               |
| 2014 | M Cream                                             | Mr. Bhardawaj                        | en inglés e Hindi       |
| 2014 | Bhaangarh                                           |                                      |                         |
| 2015 | Bachpan Ek Dhokha                                   |                                      |                         |
| 2015 | Honour Killing                                      | Mr. Smith                            |                         |
| 2015 | Promise Dad                                         | Raul                                 |                         |
| 2015 | Bangistan                                           | The Imam                             |                         |
| 2015 | The Path of Zarathustra                             | Mamwaji                              |                         |
| 2016 | Anuragakarikkinvellam                               | El jefe de abhi                      | en malabar              |
| 2016 | Life Flows On                                       | Tom                                  | en inglés               |
| 2017 | Sargoshiyan                                         | Alan Alter                           |                         |
| 2017 | 2016 The End                                        |                                      |                         |
| 2018 | Redrum                                              | Eric Fernandez                       | Film póstumo            |
| 2018 | The Black Cat                                       |                                      | en inglés, Film póstumo |
| 2018 | San' 75 Pachattar                                   |                                      | en maratí, Film póstumo |
| 2018 | Hamari Paltan                                       | Masterji                             | Film póstumo            |
| 2019 | KITAAB Short film                                   | John                                 | Film póstumo            |